# Euselasia cafusa
Euselasia cafusa är en fjärilsart som beskrevs av Bates 1868. Euselasia cafusa ingår i släktet Euselasia och familjen Riodinidae. Inga underarter finns listade i Catalogue of Life.